# Стерджис (Южная Дакота)
Стерджис (англ. Sturgis) — город в штате Южная Дакота США. Население составляет 6442 человека по оценкам 2000 года.

## География
Общая площадь города составляет 9,7 км² (3,7 кв.мили).

## Мотоциклетное ралли
Город широко известен, благодаря крупнейшему в мире ежегодному слёту байкеров, получившему название мотоциклетное ралли в Стерджисе.